# Estanyils
Estanyils fou un poble desaparegut de la comuna d'Eus, a la comarca del Conflent, de la Catalunya del Nord.
El poble era en el sector nord-oriental de l'antic terme de Coma. Actualment hi romanen les ruïnes del Mas dels Estanyils.